# Kerorgilus nigrescens
Kerorgilus nigrescens är en stekelart som beskrevs av You 1995. Kerorgilus nigrescens ingår i släktet Kerorgilus och familjen bracksteklar. Inga underarter finns listade i Catalogue of Life.